# Carlos del Amor
Carlos del Amor Gómez (Murcia, 23 de junio de 1974) es un periodista español.

## Trayectoria profesional
Empezó a cursar Biblioteconomía en la Universidad de Murcia, carrera que dejó para empezar la Licenciatura de Periodismo en la Universidad Carlos III de Madrid. Licenciatura de la que salió con trabajo de becario en prácticas en Televisión Española, más concretamente en el Centro Territorial en Murcia, donde trabajó en numerosos ámbitos: deportes, política, cultura, sucesos, presentador, etc. A lo largo de toda su vida profesional siempre ha estado ligado al periodismo cultural, trabajando en la sección de cultura de los informativos de TVE (primero en el territorial de Murcia y finalmente en el Telediario).  
Durante un año hizo un paréntesis para trabajar en Reporteros, donde aprendió diversas y nuevas formas de técnicas narrativas. En 2007 copresentó y editó el apartado cultural de La 2 noticias durante un año, se encargó de dar una visión distinta y personal de la cultura, el espectáculo, la ciencia, la vida cotidiana y los detalles que la rodean. Siendo colaborador en el programa No es un día cualquiera de Radio Nacional de España llevó a cabo su labor periodística tratando temas de la actualidad con su particular mirada.
Tras esto, empezó a trabajar como jefe adjunto del Área de Cultura de los Servicios Informativos de Televisión Española, puesto que desempeña hasta el día de hoy. También presentó el programa Tras La 2, emitido tras La 2 noticias. 
Dentro de su trabajo, lo que más ha destacado ha sido transmitir la información sobre los principales festivales de cine del mundo, las grandes exposiciones artísticas y entrevistas a numerosas y relevantes figuras del orden cultural como Joaquín Sabina, Michael Stipe (cantante de R.E.M.), Joan Manuel Serrat, Woody Allen, David Trueba, Pedro Almodóvar, etc. Cubre normalmente festivales y galas como el Festival de Cannes o los Premios Goya.
En un peculiar estilo, suele construir en apenas un minuto y medio de reportaje un mundo que lleva al espectador a descubrir la historia de un cuadro, de una película, de un libro o simplemente, de una vida.
Del mismo modo, ha publicado artículos en diferentes revistas, e imparte clases y charlas en numerosas universidades sobre temas periodísticos y culturales. Además, en 2013 da a conocer su primer libro, La vida a veces, que consta de 25 capítulos en los que los protagonistas son los pequeños detalles que completan el día a día. Como señala el autor es un texto en el que: explicando muchas veces lo pequeño lograremos explicar lo grande. Frase que define la línea argumental de dicha obra.
Durante unos meses desde noviembre de 2019 sustituyó temporalmente a Cayetana Guillén Cuervo en la presentación del programa dedicado a las artes escénicas ¡Atención obras! en La 2 de TVE. Desde octubre de 2021 presenta en La 2 el espacio de entrevistas La matemática del espejo.

## Obras literarias
Publicó en 2013, en (Editorial Espasa) su primer libro de cuentos, titulado La vida a veces, una colección de veinticinco textos que hacen hincapié en lo cotidiano, historias que no tienen hueco en ningún medio de comunicación y que sin embargo han sido rescatadas por estas páginas porque como dice Carlos: La vida a veces es la búsqueda de historias. El título lo tomó de un poema de Jaime Gil de Biedma. Carlos del Amor, entre las múltiples vidas con las que se encuentra a diario selecciona un total de veinticinco, reales pero anónimas, que podrían ser las de cualquier ciudadano de a pie. Espacios, oficios, accidentes, coincidencias e interacciones son los ejes transversales en los que distribuye los detalles de estas vidas. Y nos transporta a lugares como el trastero, el cine o el aeropuerto. Nos presenta a personas como Eusebio o Marta y refleja el poder simbólico y emocional de objetos cotidianos como las cartas que tardan 53 años en llegar a su buzón, los patitos de goma o las fotografías. Agazapadas en estas historias hay sitio para las familias, las pasiones frustradas, los sueños por cumplir, los recuerdos y los protagonistas mundanos. 
La vida a veces es solo una fotografía, una noticia inesperada, un viaje en autobús… La vida a veces se resume en un segundo, o en cuarenta y cinco minutos, o en una palabra, en un color. La vida a veces es lo que sucede de puertas adentro. La vida a veces es muy poco, pero tan intensa…
El estilo que utiliza en este libro es sencillo, ágil, con algún destello poético y haciendo gala de sus dotes informativas como cuando en televisión nos habla de cultura. El tono del libro es ante todo emocional, la pretensión final es el cierre de cada pequeña historia embargado por una sensación no siempre en el polo de las consideradas positivas.
Los textos de La vida a veces se centran en situaciones cotidianas protagonizadas por seres anodinos, con una particular atención sobre lo minúsculo que eleva a los personajes literarios. De entre todos los cuentos destacan Martes (que explica el segundo día de la semana de un grupo de vecinos al modo de Vidas cruzadas), Estrellas y El trastero (en el que todo el pasado de un hombre vive en un minúsculo habitáculo a través de los objetos).
- La vida a veces (2013), Editorial Espasa.[9][10]
- El año sin verano (2015), Editorial Espasa.
- Confabulación (2017), Editorial Espasa.
- Emocionarte. La doble vida de los cuadros (2020), Editorial Espasa, (Premio Espasa 2020).
- Retratarte. Cuando cada mirada es una historia (2022), Editorial Espasa.
- Una dama desconocida (2025) Editorial Espasa.

## Premios y reconocimientos
- Premio Espasa de Ensayo

| Año  | Obra                                      | Resultado |
| ---- | ----------------------------------------- | --------- |
| 2020 | Emocionarte. La doble vida de los cuadros | Ganador   |

- Medallas del Círculo de Escritores Cinematográficos

| Año  | Categoría                       | Obra           | Resultado |
| ---- | ------------------------------- | -------------- | --------- |
| 2022 | Medalla a la labor periodística | Trabajo en TVE | Ganador   |

- Premio Constantino Romero FesTval 2022, que concede el Festival de Televisión de Vitoria.

| Año  | Categoría                    | Obra           | Resultado |
| ---- | ---------------------------- | -------------- | --------- |
| 2022 | Reconocimiento a trayectoria | Reportajes TVE | Ganador   |